# 小魏河
小魏河，古称薛河（得名自古薛国薛城），流经中国山东省滕州市、薛城区，河道现已被污染。小魏河应区别于薛城城东6里处的“新薛河”。新薛河并非是“古薛河”。